# ヤーン・ノヴォタ
ヤーン・ノヴォタ（Ján Novota, 1983年11月29日 - ）は、スロバキア・トルナヴァ県出身の元同国代表サッカー選手。現役時代のポジションはゴールキーパー。

## 経歴

### クラブ
16歳でスロバキアのFKコバ・セネツでトップチームデビュー。22歳で当時スロバキア2部に属していたFCセネツに移籍。移籍後の初シーズンでスロバキア1部リーグへの昇格を飾る。
2008年、同クラブは財政の悪化から同リーグに属するFC DAC 1904ドゥナイスカー・ストレダと合併。選手本人は在籍クラブ名が合併先のFC DAC 1904ドゥナイスカー・ストレダに変わっても、不動の正ゴールキーパーとしてチーム内の立場は変わらなかったため、そのままクラブに在籍する形になった。
2010年7月にギリシャ・スーパーリーグに属するパンセライコスに移籍するものの、給料未払いが続き、2011年1月には古巣のFC DAC 1904ドゥナイスカー・ストレダに復帰。再び正ゴールキーパーとして2010-11年シーズン終了まで同クラブでプレーした。
2011年夏にオーストリア・ブンデスリーガに属するSKラピード・ウィーンに移籍。
ヘルゲ・パイヤーからポジションを奪った形で同クラブの正ゴールキーパーに定着した。2015年12月にはSKラピード・ウィーンとの契約が2018年6月まで延長されたことが発表された。
UEFAチャンピオンズリーグ最終予選やUEFAヨーロッパリーグでは27試合に出場し、2015－16年シーズンではUEFAチャンピオンズリーグ最終予選でオランダ・エールディヴィジに属するアヤックスを破った試合での立役者になった。

## 所属クラブ
- FKコバ・セネツ 1999-2002
- VTJシュトゥロヴォ 2002-2005
- FCセネツ 2005-2008
- FC DAC 1904ドゥナイスカー・ストレダ 2008-2010
- パンセライコス 2010
- FC DAC 1904ドゥナイスカー・ストレダ 2011
- SKラピード・ウィーン 2011-2017
- デブレツェニVSC 2017